# Siem Reap
Siem Reap este un oraș din Cambodgia.